# Communauté de communes du Tertre
La communauté de communes du Tertre est une ancienne communauté de communes française, située dans le département de la Manche et la région Basse-Normandie.

## Composition
Elle était composée des neuf communes du canton de Juvigny-le-Tertre :
- La Bazoge
- Bellefontaine
- Chasseguey
- Chérencé-le-Roussel
- Juvigny-le-Tertre
- Le Mesnil-Adelée
- Le Mesnil-Rainfray
- Le Mesnil-Tôve
- Reffuveille

## Historique
Par arrêté préfectoral du 20 décembre 1992, il est créé le district du Tertre qui sera transformé en communauté de communes par arrêté préfectoral du 12 décembre 2001.
Le 1er janvier 2013, elle fusionne avec celle du canton de Brécey pour donner naissance à la communauté de communes du Val de Sée.

## Administration
| Période      | Période       | Identité          | Étiquette | Qualité                             |
| ------------ | ------------- | ----------------- | --------- | ----------------------------------- |
| janvier 2002 | décembre 2012 | Bernard Lehéricey |           | Conseiller municipal du Mesnil-Tôve |